# Filipa Moniz Perestrelo
Filipa Moniz Perestrelo (c. 1455 - c. 1484) a fost o femeie nobilă portugeză din Insula Porto Santo din Madeira. A fost soția lui Cristofor Columb, cu care s-a căsătorit în 1479 în Vila Baleira pe această insulă.
 Filipa Moniz a fost fiica Isabellei Moniz și al lui Bartolomeu Perestrelo.